# Браунсвілл (Луїзіана)
Браунсвілл (англ. Brownsville) — переписна місцевість (CDP) в США, в окрузі Вачіта штату Луїзіана. Населення — 4353 особи (2020).

## Географія
Браунсвілл розташований за координатами 32°29′18″ пн. ш. 92°9′43″ зх. д. / 32.48833° пн. ш. 92.16194° зх. д. (32.488332, -92.161807).  За даними Бюро перепису населення США в 2010 році переписна місцевість мала площу 9,05 км², уся площа — суходіл.

## Демографія
Згідно з переписом 2010 року, у переписній місцевості мешкало 4317 осіб у 1753 домогосподарствах у складі 1102 родин. Густота населення становила 477 осіб/км².  Було 2009 помешкань (222/км²).
Расовий склад населення:
| - 69,5 % — білих - 25,3 % — чорних або афроамериканців - 0,4 % — корінних американців - 0,2 % — вихідців з тихоокеанських островів - 0,2 % — азіатів - 2,6 % — осіб інших рас |

До двох чи більше рас належало 1,7 %. Частка іспаномовних становила 4,7 % від усіх жителів.
За віковим діапазоном населення розподілялося таким чином: 24,6 % — особи молодші 18 років, 60,9 % — особи у віці 18—64 років, 14,5 % — особи у віці 65 років та старші. Медіана віку мешканця становила 36,3 року. На 100 осіб жіночої статі у переписній місцевості припадало 96,6 чоловіків;  на 100 жінок у віці від 18 років та старших — 91,5 чоловіків також старших 18 років.
Середній дохід на одне домашнє господарство  становив 35 630 доларів США (медіана — 25 865), а середній дохід на одну сім'ю — 42 216 доларів (медіана — 30 976). За межею бідності перебувало 34,0 % осіб, у тому числі 46,7 % дітей у віці до 18 років та 18,3 % осіб у віці 65 років та старших.
Цивільне працевлаштоване населення становило 1842 особи. Основні галузі зайнятості: мистецтво, розваги та відпочинок — 18,6 %, освіта, охорона здоров'я та соціальна допомога — 17,9 %, будівництво — 15,9 %, роздрібна торгівля — 15,3 %.